# Marta Guerras
Marta Guerras Gómez (Madrid, 16 de junio de 1989) es una actriz española. Es conocida principalmente por su papel en la serie Bandolera.

## Carrera
Marta Guerras es una actriz española con una larga trayectoria en teatro, y licenciada con Matrícula de Honor en la RESAD de Madrid.
Su primer papel protagonista en televisión fue en Karabudjan, dirigida por Koldo Serra para Antena3, seguido de la serie Bandolera en la que estuvo más de un año.
En teatro podemos destacar Trinidad de Nacho Sevilla, Don Juan Tenorio de Blanca Portillo y En el oscuro corazón del bosque, dirigida por José Luis Alonso de Santos para Las Naves del español. Actualmente se encuentra de gira con Los Espejos de Don Quijote.
En cine protagonizó Neurowold dirigida por Borja Crespo y participó en la película de Álex de la Iglesia, Mi gran noche junto a Hugo Silva, entre otros actores. Ahí comenzó su relación de pareja.
Ha grabado algunos spots publicitarios y ha participado en los videoclips, 'Llegará' de Antonio Orozco y otro con Jimmy Barnatán.
Domina el piano, la pantomima y la acrobacia escénica.

## Filmografía

#### Televisión
| Año         | Título                   | Papel                      | Notas         |
| ----------- | ------------------------ | -------------------------- | ------------- |
| 2010        | Karabudjan               | Elena                      |               |
| 2010        | La pecera de Eva         | Tania                      |               |
| 2011        | Z (Zeta)                 | Sofía                      | TV Movie      |
| 2011 - 2012 | Bandolera                | Julieta Jiménez            | 223 episodios |
| 2016        | El ministerio del tiempo | Juana                      | 1 episodio    |
| 2019        | Servir y proteger        | Emma Cruz                  | 7 episodios   |
| 2021        | El pueblo                | Carolina Andradas; Jessica | 1 episodio    |
| 2022        | Historias de UPA Next    | Sira                       | 1 episodio    |
| 2022 - 2023 | UPA Next                 | Sira                       | 7 episodios   |
| 2023        | Cristo y Rey             | Norma Duval                | 2 episodios   |
| 2023        | Amar es para siempre     | Gloria                     | 42 episodios  |
| 2023 - 2024 | 4 estrellas              | Paula Albalad Medina       | 63 episodios  |

#### Cine
| Año  | Título        | Director/a         | Papel |
| ---- | ------------- | ------------------ | ----- |
| 2015 | Mi gran noche | Álex de la Iglesia | Sofía |
| 2014 | Neuroworld    | Borja Crespo       |       |

#### Cortometrajes
| Año  | Título          | Papel    | Director/a           |
| ---- | --------------- | -------- | -------------------- |
| 2014 | Victoria        | Diana    | Rosa Cabrera         |
| 2013 | Como su padre   | La madre | Toni López Bautista  |
| 2012 | Verde Jade      | Claudia  | Rosa Cabrera         |
| 2012 | Mi vecina       |          | Eneko Sebastián      |
| 2011 | Test            |          | José Martín          |
| 2009 | Póker           |          | Ángel Sánchez        |
| 2009 | Ángel y Demonio |          | Héctor García Moreno |

#### Videoclips
| Año  | Tema musical       | Cantante       |
| ---- | ------------------ | -------------- |
| 2013 | Llegará            | Antonio Orozco |
| 2011 | She loves the jazz | Jimmy Barnatán |

#### Teatro
| Año            | Obra                            | Director/a                           | Autor/a                     | Lugar                                             |
| -------------- | ------------------------------- | ------------------------------------ | --------------------------- | ------------------------------------------------- |
| 2017           | La Comedia de las Mentiras      | Pep Antón Gómez                      |                             | Teatro Romano de Mérida                           |
| 2016           | En el oscuro corazón del bosque | José Luis Alonso de Santos           |                             | Las Naves del español (Ensayos)                   |
| 2015           | Don Juan Tenorio                | Blanca Portillo                      |                             |                                                   |
| 2014-2015      | Trinidad                        | Nacho Sevilla                        |                             | La Casa de la Portera                             |
| 2012           | El beso en el asfalto           | Mariano Gracia                       |                             |                                                   |
| 2012           | Bonita pero ordinaria           | Mariano Gracia                       |                             |                                                   |
| 2012           | Meeting                         | Diego Domínguez y Montse Ortiz       | Rocío Bello y Manuel Benito |                                                   |
| 2011           | Jadea (Teatro-Danza)            | Antonio Jesús González               | Javier Vázquez              |                                                   |
| 2011           | Trabajos de amor perdidos       | (Versión musical con danza y claqué) | William Shakespeare         |                                                   |
| 2010           | La enfermedad de la juventud    | Mariano Gracia                       | Ferdinand Bruckner          |                                                   |
| 2010           | Kvtech                          | Mariano Gracia                       | Steven Bercoff              |                                                   |
| 2010           | Monólogos de Shakespeare        | Mariano Gracia                       | Lady Macbeth                |                                                   |
| 2010           | A solas con Marilyn             | Mariano Gracia                       | Alfonso Zurro               |                                                   |
| 2009           | El Eunuco                       | Nini J. Dols y Yolanda Rino          | Terencio                    |                                                   |
| 2009           | Danny y el profundo mar azul    | Mariano Gracia                       | John Patrick Shanley        |                                                   |
| 2008-2009      | Hipólito                        | Nini J. Dols y Yolanda Rino          | Eurípides                   | Círculo de Bellas Artes                           |
| 2007-2008-2009 | Lisístrata                      | Nini J. Dols y Yolanda Rino          |                             | Teatro Romano de Mérida y Círculo de Bellas Artes |
| 2008           | La enfermedad de la juventud    | Mariano Gracia                       | Ferdinand Bruckner          |                                                   |
| 2008           | Asinaria                        | Nini J. Dols y Yolanda Rino          |                             | Teatro romano de Mérida                           |
| 2006           | Electra                         |                                      |                             |                                                   |
| 2006           | Edipo Rey                       | Pedro Sáez Almeida                   |                             | Teatro romano de Mérida                           |
| 2006           | Cistelaria                      | Pedro Sáez Almeida                   |                             | Teatro romano de Mérida                           |